# Jeppe Aakjær
 Denne artikel bør gennemlæses af en person med fagkendskab for at sikre den faglige korrekthed.

Jeppe Aakjær (født Jeppe Jensen 10. september 1866 i Aakjær, Fly Sogn ved Skive, død 22. april 1930 på gården Jenle i Salling) var en dansk forfatter af romaner, noveller, digte og skuespil. Og en del lokalhistoriske bøger baseret på studier af arkivalier på Landsarkivet i Viborg. Sønnen Svend Aakjær (1894-1963) var landsarkivar på arkivet i Viborg fra 1929 og endte som rigsarkivar.

## Liv
Jeppe Aakjær var flere gange i konflikt med samfundet, som han gjorde oprør imod. Han sad i fængsel 17 dage for sine foredrag om den franske revolution i 1789 og sine angreb på Indre Mission. Fængslingen skete 17. januar 1887.
Han var gift med forfatterinden Marie Bregendahl, der som han selv stammede fra Fjends. Sammen fik de i 1894 sønnen Svend Bregendahl Aakjær. I slutningen af 1899 skiltes de. Aakjær blev boende i København, men om sommeren flyttede han til gode venner i Jylland som mejerist Esper Andersen i Jebjerg og distriktslægeparret i Sjørup, Johanne og Sigurd Rambusch. I Jebjerg udfoldede han sig rigtigt. Her skrev han bl.a. Missionen og dens Høvdinge (1897) og Vredens Børn (1904), der satte sindene i kog over hele Danmark. Ikke mindre end 1.000 artikler blev det til. De fleste kritiserede Aakjær, men mange fik øje på de elendige forhold, tyendet levede under. I 1907 nedsattes en tyendekommission med bl.a. Peter Sabroe, der skulle se på forholdene. Tyendeloven blev ophævet i 1921. 
Hos Rambuschs skrev Aakjær i vinteren 1906 sin berømte digtsamling Rugens sange, der er kommet i mere end 100.000 eksemplarer. Samme år fik han Det Ancherske Legat på 1.800 kr. For dem tog han en tur rundt i Europa. Det mest givende var Skotland, hvor han besøgte alle mindesmærkerne for Robert Burns. Der skrev han fem digte om Burns, et af hans store forbilleder.
I 1902 mødte Aakjær den unge jyske pige Nanna Krogh. De forelskede sig straks i hinanden. Da Aakjær ikke havde orden i sine skilsmissepapirer, kunne han først blive gift med Nanna Aakjær 25. april 1907. Straks efter flyttede parret ind på den nybyggede gård "Jenle" i Salling 12 km nord for Skive. Nanna Aakjær var først uddannet snedker og derefter billedskærer. De fik børnene Solveig Aakjær (f. 1908) og Esben Aakjær (f. 1911).

### Fortællinger
- Jens Tanderup (1900)
- Da lampen tændtes (1900)
- Frederik Tapbjergs plovgilde (1900)
- Når bierne sværmer (1904)
- Da hyrdedrengen skulle i skoven (1905)
- Selvplageren (1905)
- Vesterfra (1905)
- Mens pølsen koger (1900)
- Dødsfjender (1900)
- Kromand imod sin vilje (1905)
- Sidsels brudelys (1907)
- Hellig krig (1908)
- En mennesk ska ved, hwad en gjør (1909)
- Himlens dom (1909)
- Jens Pot (1912)
- Oplyst (1913)

### Digtsamlinger
- Derude fra Kjærene, 1899
- Fri Felt, 1905
- Rugens Sange, 1906
- Samlede digte I – III, 1931

### Novellesamlinger
- Vadmelsfolk, 1900 [1]

### Romaner
- Vredens Børn, 1904 [2]
- Jens Langkniv, 1914 [3]
- Pigen fra Limfjorden, 1921 [4]

### Diverse bøger
- Aakjær og det religiøse, 2012 (Udgivet på forlaget Jenle, Aakjærselskabet  1. udg., ISBN 978-87-990639-2-5)

### Skuespil
- Livet paa Hegnsgaard, 1907
- Ulvens Søn. 1909 [5]
- Naar Bønder elsker, 1911

### Lokalhistoriske bøger
- "Steen Steensen Blichers livs-tragedie", 3 bind, 1903
- Hedevandringer, 1915 [6]
- En Skarns Præst og andre Syndere, 1917
- Af min Hjemstavns Saga, 1919
- Langs Karupaaens Bred, 1929
- Fra Agermuld og Hedesand, 1930
- Konge, Adel og andre Sallingboer, 1930
- Gammel brug og gammel Brøde, 1931
- Muld og Mænd, 1932
- Fra Sallingland til Øresund,1932

## Udgivelser baseret på Aakjærs værker

### Musik
Når Aakjær havde offentliggjort sine digte, flokkedes komponisterne om at sætte melodi til dem.
- Komponisten Carl Nielsen skrev musik til 16 af Jeppe Aakjærs digte: "Jens Vejmand" blev meget populær først i det 20. århundrede, Jebjerg, 19. juni 1905.
- "Jeg er havren". Komponisten er Aksel Agerby (1916)
- "Ole sad på en knold og sang", Jebjerg, sommeren 1899. Melodi Alfred Tofft.
- Chr. Danning (1867-1925) fra Odense skrev melodi til "Ane Malén" (Stensamlersken) 1906 på Vilh. A. Lang Musikforlag, samt til
- "Majsol", 1908, Fyens Stiftsbogtrykkeri (Dreyer)
- Thomas Laub skrev i 1915 melodi til "Aften (Stille, hjerte, sol går ned)". Digtet fra 1912 er optaget i Kulturkanonen som en del af lyrikantologien.

#### CD'er
- Jeppe Aakjær Rugens Sange, 2006
- I kanten af den gule lupin, 2011
- Jeg er født på Jyllands sletter, 2013

### Filmatiseringer
- Livet paa Hegnsgaard, 1938
- Jens Langkniv, 1940
- Naar Bønder elsker, 1942

## Udmærkelser
Aakjærselskabet er et litteraturselskab på Nanna og Jeppe Aakjærs Kunstnerhjem Jenle. Det er Danmarks største litteraturselskab med ca. 2.000 medlemmer (2014).
Jeppe Aakjær blev optaget i Kulturministeriets kulturkanon i 2006 med digtet Aften.
Der er opkaldt flere veje efter ham i Danmark:
Jeppe Aakjærs Alle i Odense og Esbjerg. Jeppe Aakjærs vej i Åbyhøj, Birkerød, Fredericia, Holstebro, Ikast, Aalborg og Sønderborg. Aakjærs Alle i Søborg.

## Biografier
- Jeppe Aakjær: Livserindringer i 4 bind, Gyldendal 1928-34 (Nyudgivet på Forlaget Jenle i 2 bind ISBN 978-87-990639-5-6)
- Henrik Fibæk Jensen: Jeppe Aakjær – Spillemand og stridsmand, Skiveårbogen 1999
- Knud Peder Jensen: Jeppe Aakjær – Et moderne livs fortælling, Forlaget Hovedland, 2002
- Karl Kristian Nicolaisen: Jeppe Aakjær: en lille biografi og karakteristik, 1913